# Escatologia: Morte e vita eterna
Escatologia: Morte e vita eterna è un saggio dell'allora cardinale Joseph Ratzinger, pubblicato per la prima volta in lingua tedesca nel 1977.
L'edizione inglese è stata tradotta per la prima volta nel 1988 e pubblicata dalla Catholic University of America Press.
Il volume affronta i temi della fine dei tempi, della parousia, del paradiso e dell'inferno. Il purgatorio è descritto come una condizione esistenziale anziché come un luogo in cui si realizza una pena avente una durata temporale.
L'autore tra in dibattito con tutti i maggiori esponenti del mondo filosofico e teologico, proponendo una riflessione sul valore della morte nell'ottica della novità cristiana. Essa supera il dualismo fra anima e corpo proprio della religione greca. Mentre quest'ultima ammetteva la sola sopravvivenza dell'anima, l'Antico Testamento relegava i morti e il loro culto all'ambito delle impurità, superando il dualismo, ma continuando a limitare la vita del corpo e dell'anima all'esistenza di un'ombra nello Sheol.